# Phạm Quang Ngọc
Phạm Quang Ngọc (sinh ngày 20 tháng 1 năm 1973) là chính trị gia nước Cộng hòa xã hội chủ nghĩa Việt Nam. Ông hiện là Phó Bí thư Tỉnh ủy, Ủy viên Đảng ủy Quân sự tỉnh Ninh Bình; Bí thư Ban Cán sự Đảng, Chủ tịch Ủy ban nhân dân tỉnh Ninh Bình và kiêm nhiệm các vị trí lãnh đạo hành pháp tỉnh Ninh Bình. Ông nguyên là Phó Chủ tịch Ủy ban nhân dân tỉnh Ninh Bình; Thường vụ Tỉnh ủy, Trưởng ban Tuyên giáo Tỉnh ủy Ninh Bình; Tỉnh ủy viên, Bí thư Huyện ủy, Chủ tịch Hội đồng nhân dân huyện Yên Khánh, tỉnh Ninh Bình.
Phạm Quang Ngọc là Đảng viên Đảng Cộng sản Việt Nam, học vị Cử nhân Sinh học, Thạc sĩ Khoa học môi trường, Tiến sĩ Nông nghiệp, Cao cấp lý luận chính trị. Trong sự nghiệp của mình, ông có hơn 10 năm công tác trong lĩnh vực tài nguyên môi trường.

## Xuất thân và giáo dục
Phạm Quang Ngọc sinh ngày 20 tháng 1 năm 1973 tại xã Khánh Hải, huyện Yên Khánh, tỉnh Ninh Bình, Việt Nam Dân chủ Cộng hòa. Ông lớn lên và theo học phổ thông tại quê nhà. Sau đó, ông tới thủ đô Hà Nội, theo học đại học và nhận bằng Cử nhân Sinh học. Ông tiếp tục học cao học và nhận bằng Thạc sĩ Khoa học môi trường. Ông là nghiên cứu sinh tại Viện Chăn nuôi, Bộ Nông nghiệp và Phát triển nông thôn, bảo vệ thành công Luận án tiến sĩ đề tài: Sử dụng ngọn lá cây thức ăn chứa tanin trong khẩu phần để giảm thiểu phát thải khí mêtan trong chăn nuôi bò thịt; trở thành Tiến sĩ Nông nghiệp chuyên ngành Chăn nuôi năm 2019.
Ngày 24 tháng 6 năm 2002, ông được kết nạp Đảng Cộng sản Việt Nam, trở thành đảng viên chính thức vào ngày 24 tháng 6 năm 2003. Trong quá trình hoạt động Đảng và Nhà nước, ông theo học các khóa tại Học viện Chính trị Quốc gia Hồ Chí Minh. Từ tháng 9 năm 2005 đến tháng 6 năm 2006, ông là học viên rồi nhận bằng Cao cấp lý luận chính trị; từ tháng 10 năm 2014 đến tháng 1 năm 2015, ông tiếp tục là học viên lớp dự nguồn cán bộ cao cấp khóa V; rồi từ ngày 06 tháng 8 năm 2019 đến ngày 28 tháng 10 năm 2019, ông là Học viên lớp Bồi dưỡng kiến thức mới cho cán bộ quy hoạch cấp chiến lược khóa XIII của Đảng. Hiện nay, ông thường trú tại số nhà 28, ngõ 223, đường Đinh Tiên Hoàng, phố Khánh Minh, phường Ninh Khánh, thành phố Ninh Bình, tỉnh Ninh Bình.

## Sự nghiệp

### Thời kỳ đầu
Tháng 1 năm 1997, sau khi hoàn thành quá trình học tập đại học, Phạm Quang Ngọc trở về quê nhà Ninh Bình, bắt đầu sự nghiệp. Ông được tuyển làm Chuyên viên Phòng Quản lý Môi trường, Sở Khoa học, Công nghệ và Môi trường tỉnh Ninh Bình. Trong thời gian là chuyên viên, ông cũng đảm nhiệm vị trí Bí thư Chi đoàn cơ quan từ tháng 3 năm 2001 đến tháng 6 năm 2003. Tháng 2 năm 2003, ông được thăng chức là Phó Trưởng phòng Quản lý Môi trường, Sở Khoa học, Công nghệ và Môi trường; đến tháng 11 cùng năm, cơ quan đổi tên thành Sở Tài nguyên và Môi trường tỉnh Ninh Bình. Tháng 6 năm 2008, ông nhậm chức Phó Chi cục trưởng Chi cục Bảo vệ môi trường kiêm Giám đốc Trung tâm Quan trắc và Phân tích môi trường thuộc Sở Tài nguyên và Môi trường tỉnh Ninh Bình. Thời gian này, ông kiêm nhiệm vị trí Bí thư Chi bộ Chi cục Bảo vệ môi trường, Phó Chủ nhiệm Ủy ban Kiểm tra Đảng ủy Sở Tài nguyên và Môi trường.

### Cơ quan địa phương
Tháng 9 năm 2009, Phạm Quang Ngọc được điều chuyển về huyện Yên Khánh, nhậm chức Phó Chủ tịch Ủy ban nhân dân huyện Yên Khánh, được bầu làm Ủy viên Ban Chấp hành, Ủy viên Ban Thường vụ Huyện ủy Yên Khánh, tỉnh Ninh Bình. Tháng 7 năm 2010, ông được bầu làm Phó Bí thư Huyện ủy Yên Khánh rồi tiếp tục được bầu làm Chủ tịch Ủy ban nhân dân huyện Yên Khánh vào tháng 1 năm 2011. Đến tháng 8 năm 2013, ông là Bí thư Huyện ủy, Chủ tịch Ủy ban nhân dân huyện Yên Khánh, Bí thư Đảng ủy Quân sự huyện Yên Khánh, tỉnh Ninh Bình. Sau đó, ông được bầu làm Ủy viên Ban Chấp hành Đảng bộ tỉnh từ tháng 10 năm 2014, Bí thư Huyện ủy kiêm Chủ tịch Hội đồng nhân dân huyện Yên Khánh từ tháng 7 năm 2015.
Tháng 9 năm 2015, tại Đại hội Đảng bộ tỉnh Ninh Bình lần thứ XXI, khóa 2015 – 2020, Phạm Quang Ngọc được bầu làm Tỉnh ủy viên, Ủy viên Ban Thường vụ Tỉnh ủy Ninh Bình. Từ tháng 3 năm 2016 đến tháng 4 năm 2019, ông là Trưởng ban Tuyên giáo Tỉnh ủy; Trưởng ban Văn hóa – Xã hội, Hội đồng nhân dân tỉnh. Tháng 5 năm 2019, Hội đồng nhân dân tỉnh Ninh Bình tổ chức phiên họp bất thường, bầu ông làm Phó Chủ tịch Ủy ban nhân dân tỉnh Ninh Bình, đồng thời là Ủy viên Ban Cán sự Đảng Ủy ban ban nhân dân tỉnh.

### Chủ tịch Ninh Bình
Ngày 22 tháng 10 năm 2020, tại kỳ Đại hội Đảng bộ tỉnh Ninh Bình lần thứ XXII, khóa 2020 – 2025, Phạm Quang Ngọc tiếp tục được bầu vào Ban Thường vụ Tỉnh ủy, Phó Bí thư Tỉnh ủy. Sáng ngày 09 tháng 12 năm 2020, tại kỳ họp thứ 21, Hội đồng nhân dân tỉnh Ninh Bình khóa XIV, nhiệm kỳ 2016 – 2021 diễn ra, thực hiện quy trình miễn nhiệm và bầu bổ sung chức danh lãnh đạo. Theo đó, 100% đại biểu Hội đồng nhân dân tỉnh Ninh Bình đã thống nhất, biểu quyết và thông qua dự thảo nghị quyết miễn nhiệm chức danh Chủ tịch Ủy ban nhân dân tỉnh khóa XIV đối với Đinh Văn Điến; đồng thời 100% đại biểu thống nhất biểu quyết hình thức bỏ phiếu kín bầu Phạm Quang Ngọc giữ chức vụ Chủ tịch Ủy ban nhân dân tỉnh Ninh Bình. Ngày 21 tháng 12 năm 2020, Thủ tướng Nguyễn Xuân Phúc phê chuẩn chức danh được bầu của Phạm Quang Ngọc.

## Khen thưởng
Trong sự nghiệp của mình, Phạm Quang Ngọc đã được trao các giải thưởng như:
- Bằng khen của Thủ tướng Chính phủ Nguyễn Tấn Dũng năm 2014, 2015;
- Chiến sỹ thi đua cấp tỉnh Ninh Bình năm 2009, 2012, 2016, 2020;